# Walter Krueger
Walter Krueger (26 de enero de 1881 - 20 de agosto de 1967) fue un general estadounidense de origen alemán. Su fama se debe a sus actuaciones en el pacífico durante la Segunda Guerra Mundial. Fue el primer soldado raso estadounidense que ascendió a general.

## Infancia y primeros años
Nació en Alemania. Su padre murió cuando era un niño, así que su madre, sus dos hermanos y él se marcharon a Estados Unidos y se asentaron en Madison, Indiana.

## Guerra hispano-estadounidense
En 1898 se alistó al ejército, y luchó en la batalla de la colina de San Juan. También luchó en las Islas Filipinas, aunque tenía planeado volver a la vida civil como ingeniero. En las filipinas fue ascendido a sargento y en 1901, a teniente. Se casó en 1904 y tuvo tres hijos. También publicó algunos libros sobre tácticas militares.

## Primera Guerra Mundial
Con el estallido de la Gran Guerra en 1914, Krueger recibió un ofrecimiento de puesto como observador en el ejército alemán, pero se vio obligado a rechazarlo debido a compromisos familiares. En su lugar, fue destinado al Regimiento de Infantería 10 del Ejército de la Guardia Nacional de Pensylvania. El regimiento fue movilizado el 23 de junio de 1916 y sirvió a lo largo de la frontera con México durante cinco meses como parte de la expedición punitiva de México al mando del general John J. Pershing , aunque no hay unidades de la Guardia luchó contra las tropas mexicanas. La unidad fue dada de baja en octubre de 1916. Después de que Estados Unidos inició las hostilidades en la Primera Guerra Mundial, se convirtió en jefe de personal auxiliar del ejército. En 1918 volvió a Estados Unidos, siendo condecorado en 1919.

## Segunda Guerra Mundial
En mayo de 1941, Krueger fue ascendido a teniente general temporalmente, al mando del Tercer Ejército de los EE. UU. y el Comando de Defensa del Sur, cargo que ocupó durante más de un año después de que los Estados Unidos entraron en la Segunda Guerra Mundial.
Un mes después de la creación del Sexto Ejército, en enero de 1943, Krueger tomó el mando de dicho ejército, con sede en Australia. Se mantuvo al mando del Sexto Ejército, combatiendo. Estos combates incluyen los ataques contra las posiciones japonesas en Kiriwina y las Islas Woodlark (julio 1943) como parte de la Operación Coronet, de Nueva Inglaterra (diciembre 1943-febrero 1944); islas del Almirantazgo (febrero-mayo 1944); parte continental de Nueva Guinea; (julio-agosto de 1944) ; Morotai (Indias Orientales Neerlandesas, septiembre-octubre de 1944), Leyte y Mindoro (Filipinas, octubre-diciembre de 1944), y Luzón (enero-febrero 1945).
En noviembre de 1943, Krueger formó un cuerpo de voluntarios infiltrados tras las líneas enemigas, los Álamo Scouts. Fue ascendido a General de general de cuatro estrellas en marzo de 1945. En septiembre de 1945, el Sexto Ejército ocupó Japón. En julio de 1946 abandonó el ejército

## Años posteriores
Krueger se retiró a San Antonio (Texas), donde publicó un libro en 1953. En 1962 se le dio su nombre a un colegio, el "Krueger Middle School"
Walter Krueger murió en 1967.